# Eva Golinger
Eva Golinger (* 1973 in New York) ist eine US-amerikanische Anwältin und Publizistin venezolanischer Abstammung. 

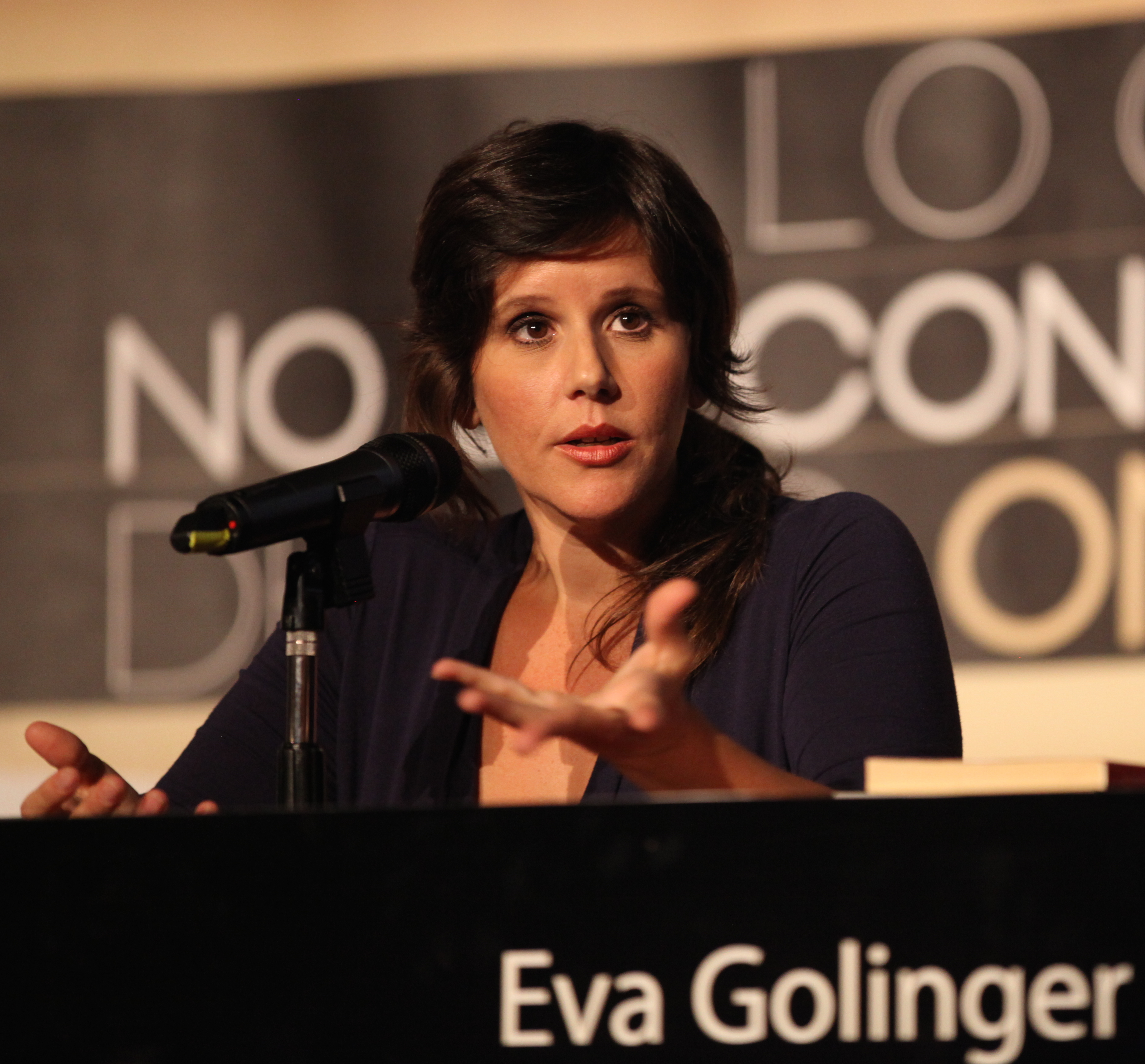
Eva Golinger 2012

## Leben
Eva Golinger wuchs in den Vereinigten Staaten auf und studierte Jura an der City University of New York sowie der University of New Mexico. Sie unterhält einen Ableger der Calderon-Kanzlei in New York, befasst sich mit Menschenrechtsfragen sowie der Einwanderung von Künstlern. Sie war an der Auswahl der Richter für den Internationalen Gerichtshof der UN in Den Haag beteiligt und lebt seit 1997 zeitweise in Caracas. Sie ist Mitglied im vorläufigen Ausschuss der International Organization for a Participatory Society.
Golinger ist erklärte Unterstützerin von Hugo Chávez und seiner Bolivarianischen Revolution. Der New York Times sagt sie, sie sei „Soldatin der Revolution“. Golinger schreibt für den Correo del Orinoco, einer von der venezolanischen Regierung finanzierten Zeitung, welche an den gleichnamigen Titel einer von Simón Bolívar herausgegebenen Zeitung erinnern soll. Gemäß New-York-Times-Profil ist diese Zeitung vergleichbar mit der kubanischen Parteizeitung Granma.
Nach dem Streik und Putsch gegen Chávez im April 2002 beschäftigte sie sich mit der US-Politik gegenüber Venezuela und nutzte den Freedom of Information Act, um Dokumente darüber zu veröffentlichen. Demnach erhielten Anti-Chavez-Gruppen in Venezuela ab 2001 50 Mio. Dollar amerikanische Gelder über National Endowment for Democracy, USAID und andere Wege.
Golinger moderiert die Sendungen Detrás de la noticia (etwa: „Hintergrund der Nachricht“) und Un día con el presidente („Ein Tag mit dem Präsidenten“) auf dem russischen Staatssender RT TV.

## Publikationen
- The Chavez Code: Cracking US Intervention in Venezuela. Pluto Press. London. 2006
  - deutsch: Kreuzzug gegen Venezuela. Zambon Verlag. Frankfurt. 2006
- Bush Versus Chávez: Washington's War on Venezuela. Monthly Review Press. New York. 2007